# 訃報 1980年2月
訃報 1980年2月（ふほう 1980ねん2がつ）では、1980年（昭和55年）2月中に物故した、又は物故が報じられた人物についてまとめる。

## （1日 - 15日）

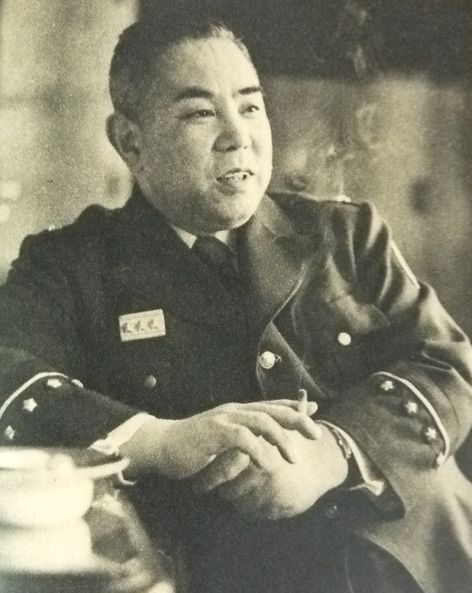
田中栄一／2月1日没

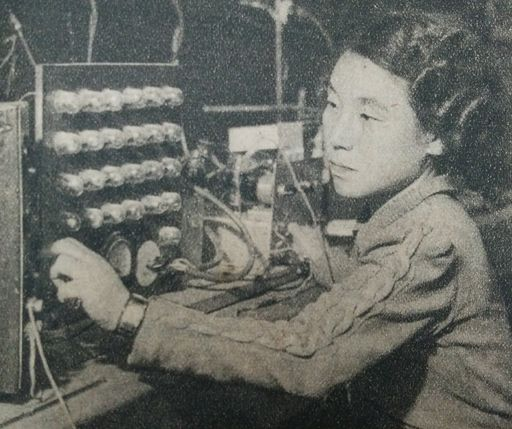
湯浅年子／2月1日没

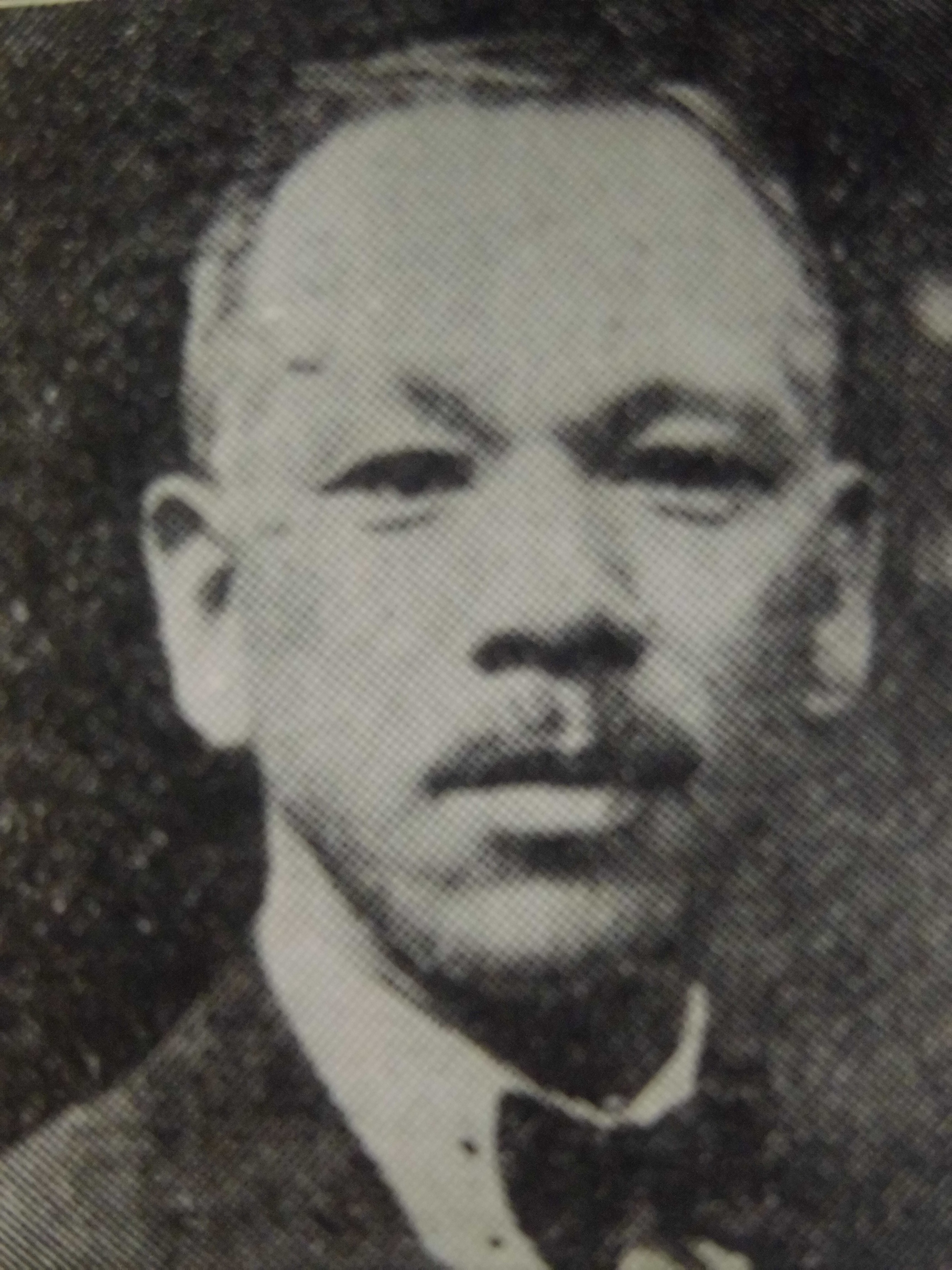
江崎利一／2月2日没

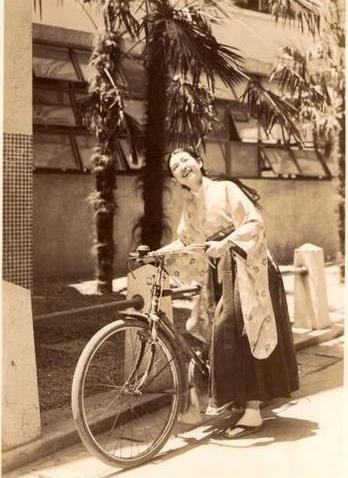
久美京子／2月12日没

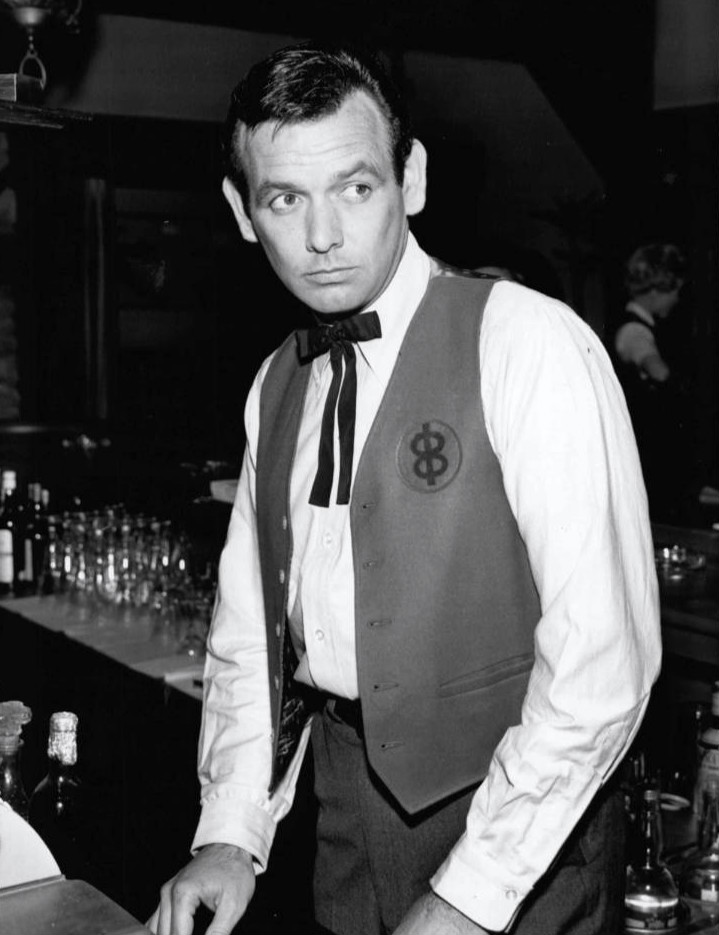
デビッド・ジャンセン／2月13日没

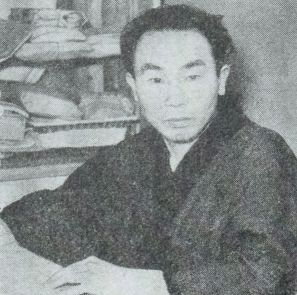
新田次郎／2月15日没

- 2月1日 - 田中栄一、政治家（* 1901年）
- 2月1日 - 湯浅年子、物理学者（* 1909年）
- 2月2日 - 江崎利一、江崎グリコ創業者 （* 1882年）
- 2月7日 - 山口慎一、翻訳家・文芸評論家（* 1907年）
- 2月8日 - 三浦義武、喫茶店店主・政治家（* 1899年）
- 2月8日 - 行沢健三、経済学者（* 1924年）
- 2月8日 - 平野義太郎、法学者（* 1897年）
- 2月10日 - 山口慎一、翻訳家・文芸評論家（* 1907年）
- 2月12日 - 久美京子、女優・宝塚歌劇団（* 1912年）
- 2月13日 - 本郷新、彫刻家（* 1905年）
- 2月13日 - デビッド・ジャンセン、俳優（* 1931年）
- 2月15日 - 新田次郎、小説家（* 1912年）

## （16日 - 29日）

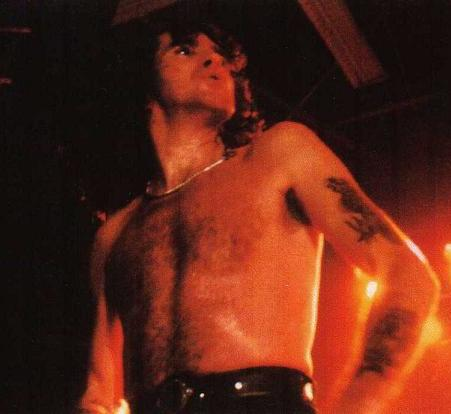
ボン・スコット／2月19日没

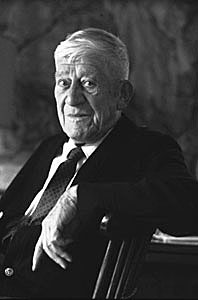
オスカー・ココシュカ／2月22日没

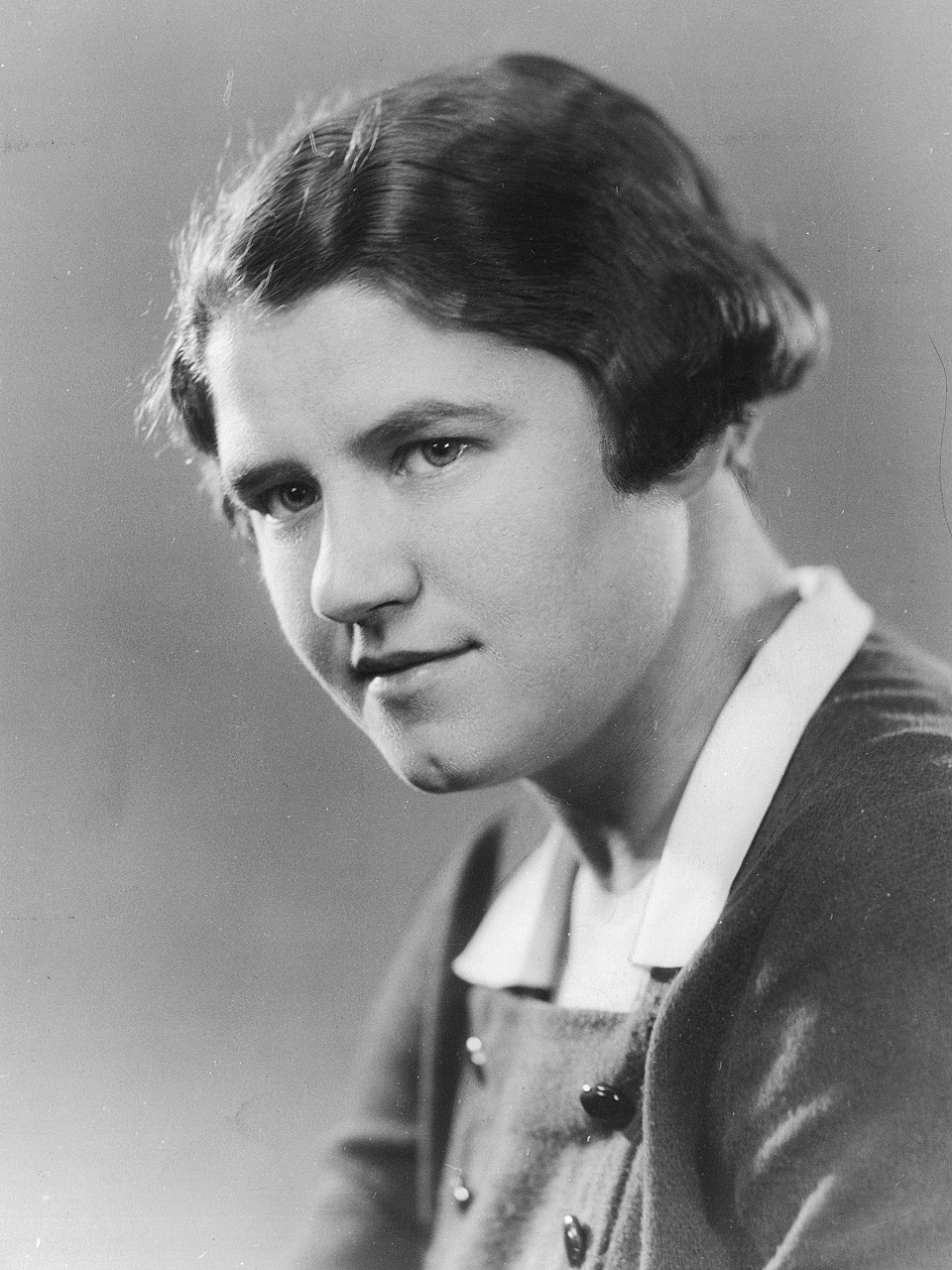
ヤドヴィガ・イェンジェヨフスカ／2月28日没

- 2月19日 - ボン・スコット、歌手（* 1946年)
- 2月22日 - オスカー・ココシュカ、画家（* 1886年）
- 2月28日 - ヤドヴィガ・イェンジェヨフスカ、テニス選手（* 1912年）